# Academic Press
Academic Press — издательство с центрами в Нью-Йорке, Лондоне, Оксфорде, Бостоне и Сан-Диего, специализирующееся на научной литературе. На данный момент входит в состав издательского дома Elsevier. Продуктами издательства являются справочники, монографии, серии и учебные пособия в рамках следующих областей знаний:
- Связь
- Экономика
- Охрана окружающей среды
- Финансы
- Трофология и диетология
- Биология
- Нейробиология
- Физические науки
- Психология

В число публикаций Academic Press входят такие известные издания как:
- серия Methods in Enzymology
- The International Encyclopedia of Public Health (Международная энциклопедия здоровья)
- The Encyclopedia of Neuroscience (Энциклопедия нейробиологии)